# Akwizgran
Akwizgran (niem. Aachenⓘ, Bad Aachen; fr. Aix-la-Chapelle; niderl. Aken) – miasto uzdrowiskowe na prawach powiatu w Niemczech, w kraju związkowym Nadrenia Północna-Westfalia, w rejencji Kolonia, siedziba regionu miejskiego Akwizgran. Leży bezpośrednio przy granicy z Belgią i Holandią.
Miasto jest ośrodkiem przemysłu elektrotechnicznego, metalowego, maszynowego, kolejowego i spożywczego (produkcja czekolady) oraz stanowi węzeł kolejowy i drogowy. Znajdują się tu m.in. największa politechnika w Niemczech RWTH Aachen licząca ponad 47 000 studentów, wyższa szkoła zawodowa FH Aachen licząca ponad 15 000 studentów, licząca 1 200 studentów siedziba katolickiej uczelni Katholische Hochschule Nordrhein-Westfalen oraz liczne mniejsze uczelnie. 

## Historia
W pobliżu Akwizgranu odkryto prehistoryczne, potwierdzone pracami archeologicznymi, celtyckie początki tego miasta. Zbudowane za czasów rzymskich (I wiek n.e.) pod nazwą Aquae Grani lub Aquisgranum (od Granusa, celtyckiego bóstwa uzdrowień) jako miejscowość uzdrowiskowa z ciepłymi źródłami siarkowymi (do 74 °C). Pepin Mały cenił lecznicze właściwości term Granusa w mieście, tam też na miejscu rzymskiej świątyni zbudował kaplicę, a także rezydencję (palatium). Właśnie od niego pochodzi pierwsza wzmianka o Akwizgranie w roku 765. Syn i następca Pepina, Karol Wielki, władca imperium Karolingów, wybrał Akwizgran na swoją siedzibę. W roku 790 powstał pałac karoliński, oparty na wzorach klasycznych, ze słynną, zachowaną do dziś oktagonalną kaplicą (w ramach katedry). Budową kaplicy zajął się mistrz Odo z Metzu. W kaplicy Karol Wielki zgromadził wiele cennych chrześcijańskich relikwii.

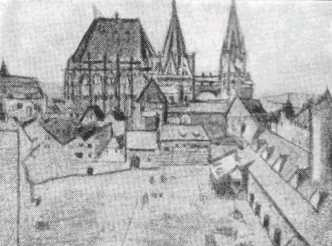
Katedra w Akwizgranie, Albrecht Dürer (1520)

W 936 roku Otton I koronował się w katedrze akwizgrańskiej, od tego czasu aż do roku 1531 koronowało się tam 31 królów niemieckich.
W roku 1165 Karol Wielki został kanonizowany, a rok później miasto uzyskało prawa miejskie i stało się wolnym miastem Rzeszy. W XII–XIII wieku zostało obwarowane, rozwijało się pomyślnie dzięki handlowi (targi akwizgrańskie od 1166). W późnym średniowieczu nastąpił rozwój tkactwa i sukiennictwa, a miasto odgrywało ważną rolę w polityce niemieckiej – tu odbywały się posiedzenia Sejmu Rzeszy i synody. W XVI wieku, w wyniku wojen religijnych, miasto zaczęło podupadać – miejsce koronacji królów przeniesiono do Frankfurtu nad Menem; do dalszego pogłębienia kryzysu przyczynił się pożar 2 maja 1656; wówczas prawie całe miasto spłonęło.
W XVII–XIX w. był popularnym wśród europejskich elit uzdrowiskiem (wody alkaliczno-siarczane) i miastem „rozrywkowym” z kasynami, salami balowymi i innymi miejscami uciech. Akwizgran był miejscem zawarcia pokoju między Hiszpanią i Francją w wojnie o Flandrię w roku 1668, a w roku 1748 zawarto tam pokój w austriackiej wojnie sukcesyjnej. W 1801 roku pokój w Lunéville przyznał miasto Francji, kongres wiedeński zaś przekazał je w 1815 Prusom. W 1818 odbył się tu pierwszy kongres Świętego Przymierza. W XIX i na początku XX w., dzięki bliskości kopalń węgla, nastąpił rozwój przemysłu tekstylnego, żelaznego, optycznego i chemicznego (nawozy sztuczne). Wówczas też miasto stało się ważnym węzłem kolejowym, łączącym linie niemieckie z belgijskimi, w 1870 r. powstała politechnika.
W okresie międzywojennym miasto było siedzibą Sądu Krajowego (Landgericht), oddziału Kolei Rzeszy (Reichsbahn) – dyrekcji kolejowej; posiadało szkołę przemysłu artystycznego. W 1944 roku Akwizgran był pierwszym niemieckim miastem zajętym przez wojska alianckie, krwawe walki o miasto spowodowały zniszczenie 65% zabudowy. Po wojnie zostało częściowo odbudowane.

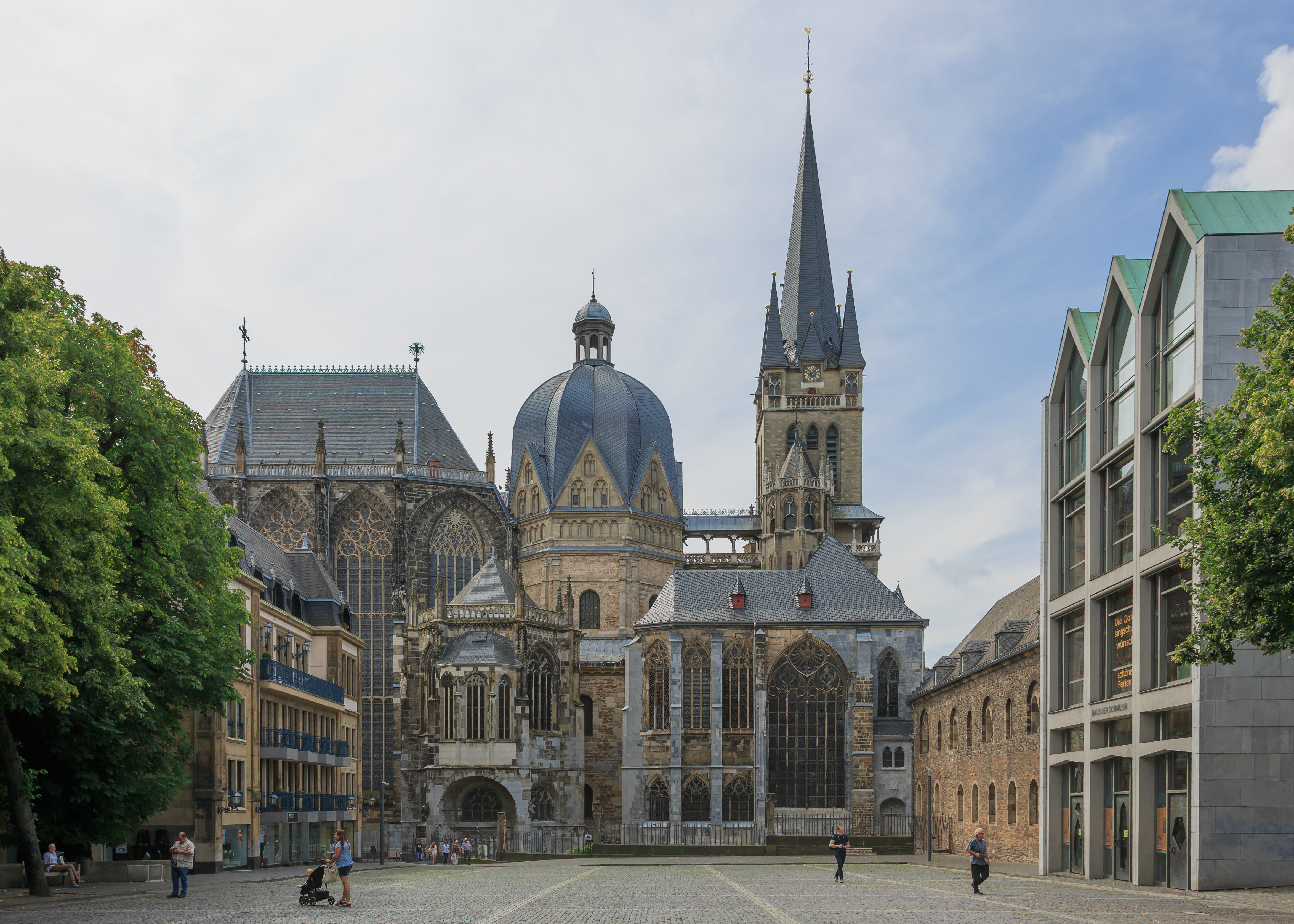
Katedra

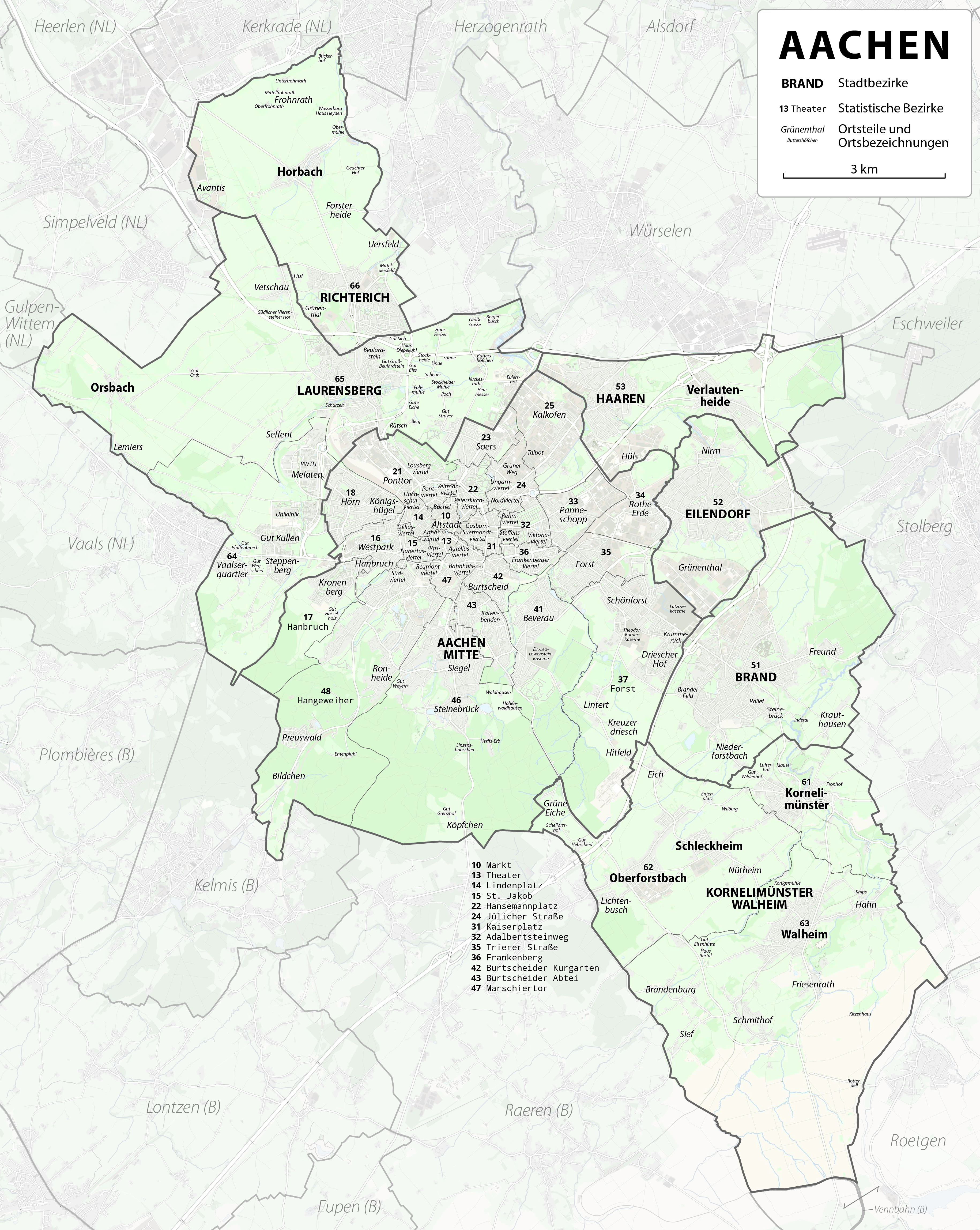

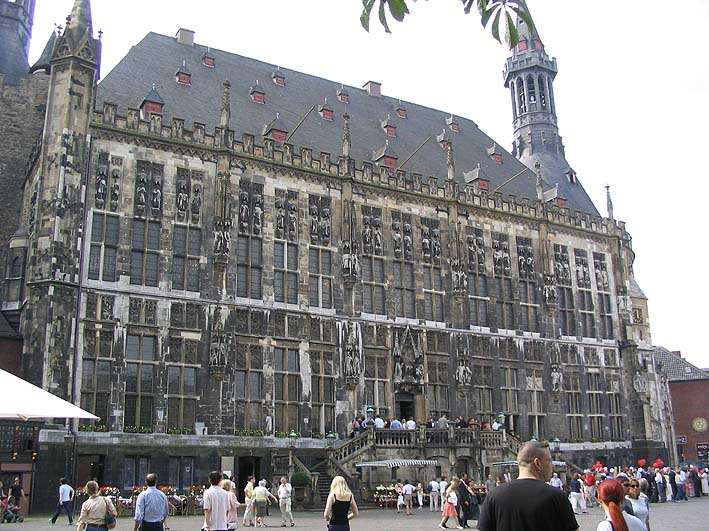
Ratusz w Akwizgranie

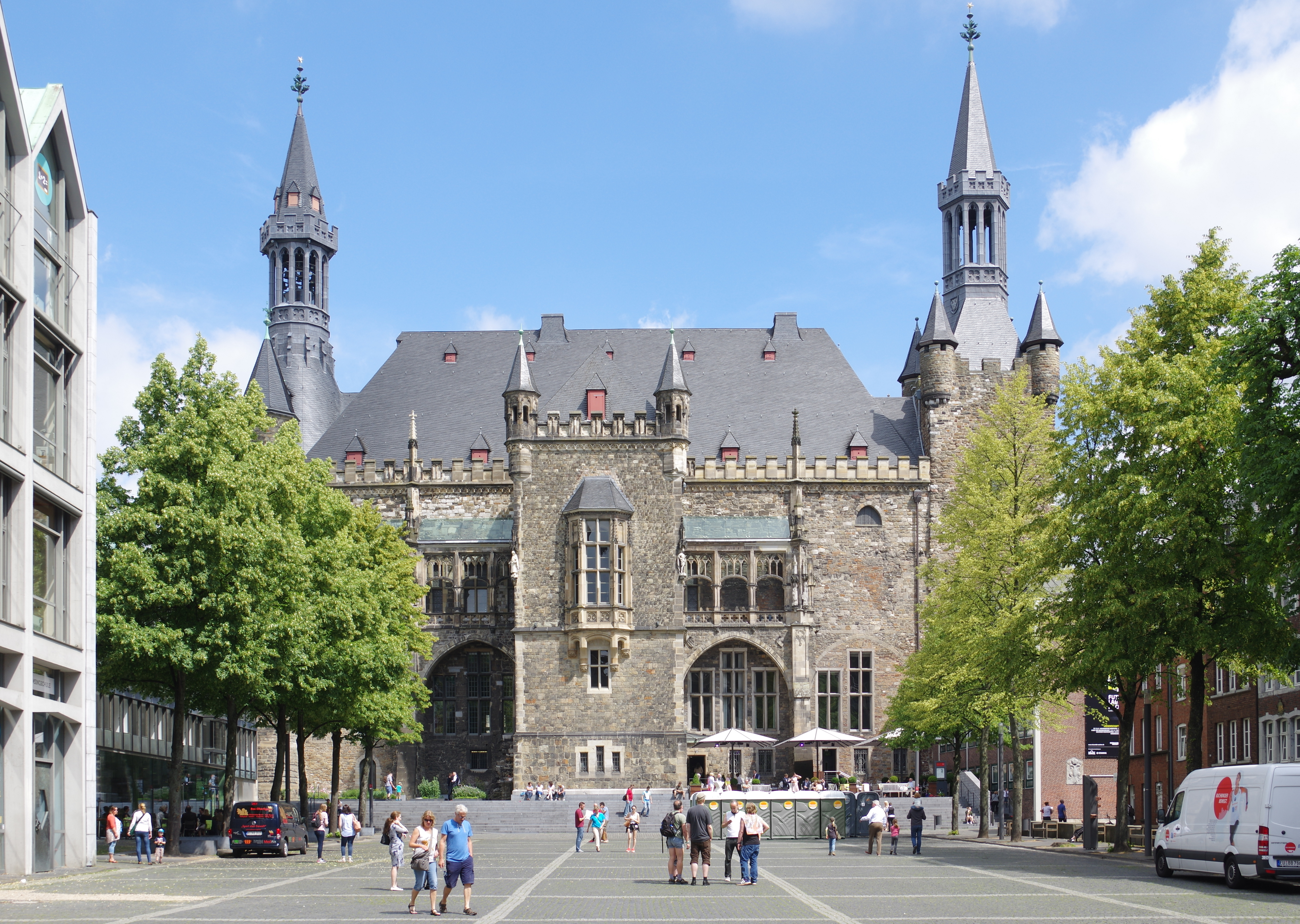
Tylne wejście do ratusza

Katedra w Akwizgranie, w której pochowani są Karol Wielki i Otton III, została wpisana na listę światowego dziedzictwa kulturalnego i przyrodniczego UNESCO.
21 października 2009 miasto wcielono do nowo powstałego regionu miejskiego Akwizgran.

## Atrakcje turystyczne
Na rynku (Marktplatz) znajduje się XIV-wieczny ratusz, zbudowany na ruinach pałacu Karola Wielkiego. Ciekawe muzea to Neue Galerie-Sammlung Ludwig – sztuka współczesna i muzeum prasy, czyli Aachens Zeitungsmuseum.

## Demografia
- rozwój demograficzny:
  - 156 tys. (ok. 1925)
  - 168,2 tys. (1960)
  - 256,1 tys. (stan z dnia 31 grudnia 2002)
  - 256,49 tys. (30 czerwca 2004)
  - 249,07 tys. (31 stycznia 2022)[6]

## Transport
W mieście znajdują się stacje kolejowe: Aachen Hauptbahnhof, Aachen-Rothe Erde, Aachen Schanz oraz Aachen West. Dawniej funkcjonowały tu system tramwajowy i jedna linia trolejbusowa.

## Sport
- Alemannia Aachen – klub piłki siatkowej kobiet
- Alemannia Aachen – klub piłkarski mężczyzn
- AFC Aachen Vampires – klub footballu amerykańskiego

## Współpraca
Miejscowości partnerskie:
- Arlington, Stany Zjednoczone
- Halifax, Wielka Brytania
- Kapsztad, Południowa Afryka
- Kostroma, Rosja
- Liège, Belgia
- Montebourg, Francja – kontakty utrzymuje dzielnica Walheim
- Naumburg (Saale), Saksonia-Anhalt
- Ningbo, Chiny
- Reims, Francja
- Toledo, Hiszpania